# Katrin Budde
Katrin Budde, née le 3 avril 1965 à Magdeburg en Allemagne, est une femme politique allemande membre du Parti social-démocrate d'Allemagne (SPD).
Elle est élue en 2017 députée au Bundestag représentant la Saxe-Anhalt. Elle est réélue en 2021. De 2017 à 2024, elle est la présidente de la commission de la Culture et des Médias du Bundestag.